# Louis Boulanger

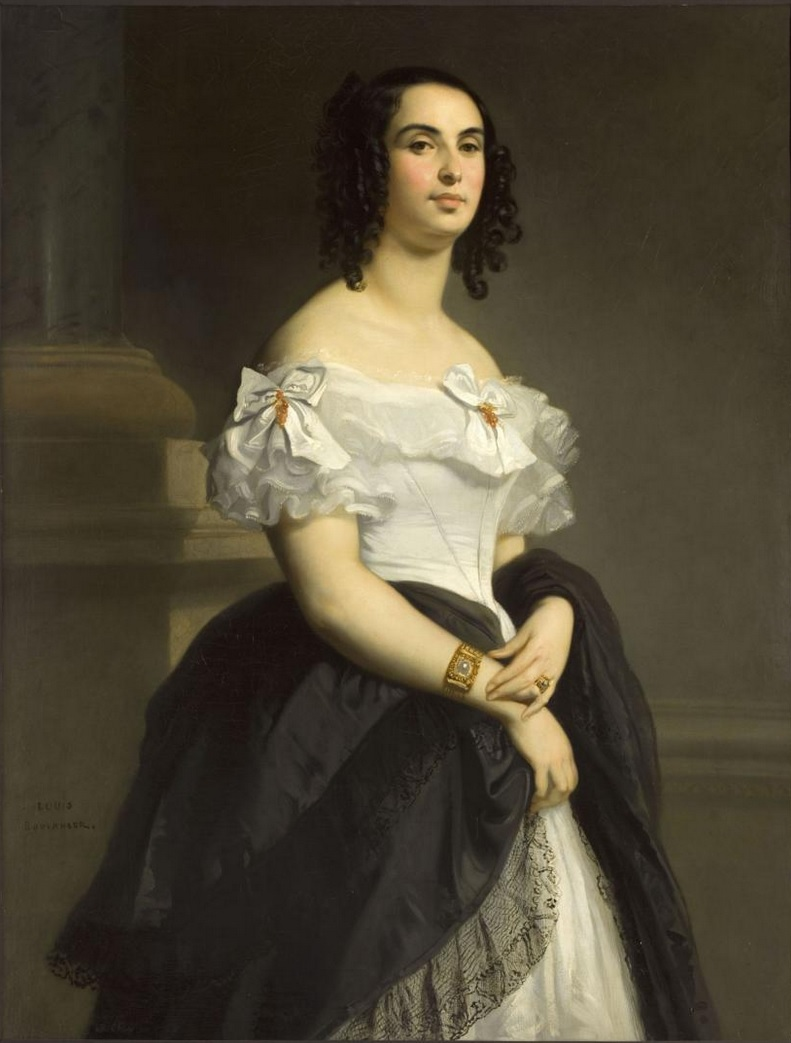
Portret Adeli Hugo, 1839, Maison de Victor Hugo, Paryż

Louis Boulanger (ur. 11 marca 1806 w Vercelli, zm. 5 marca 1867) – francuski malarz romantyczny, litograf i ilustrator.
Studiował w École des Beaux-Arts w Paryżu, jego nauczycielem był malarz neoklasycystyczny Guillaume Guillon-Lethière. Początkowo był aktywny w Paryżu, gdzie brał udział w spotkaniach romantyków. Wśród jego przyjaciół byli Victor Hugo i Eugène Devéria. W 1860 osiadł w Dijon.
Louis Boulanger zajmował się malarstwem portretowym i grafiką, głównie litografią. Ilustrował m.in. dzieła Alexandre Dumasa i Vitora Hugo. Tworzył też kompozycje graficzne o dziwnej, fantastycznej tematyce.